# Carlos Fernando Borja
Cet article possède un paronyme, voir Carlos Borja.
Pour les articles homonymes, voir Borja.
Carlos Fernando Bolivar Borja (né le 25 décembre 1956 à Cochabamba) est un footballeur bolivien qui jouait au poste de milieu de terrain.
Il a été sélectionné 88 fois en équipe de Bolivie entre 1979 et 1995.
Il a disputé la coupe du monde 1994 aux États-Unis.
Borja jouait au Club Bolívar La Paz.

## Statistiques

### En sélection nationale
| Saison                | Sélection             | Phases finales        | Phases finales | Phases finales | Éliminatoires CDM | Éliminatoires CDM | Matchs amicaux | Matchs amicaux | Total | Total |
| Saison                | Sélection             | Compétition           | M              | B              | M                 | B                 | M              | B              | M     | B     |
| --------------------- | --------------------- | --------------------- | -------------- | -------------- | ----------------- | ----------------- | -------------- | -------------- | ----- | ----- |
| 1978-1979             | Bolivie               | Copa América 1979     | 4              | 0              | -                 | -                 | 3              | 0              | 7     | 0     |
| 1980-1981             | Bolivie               | -                     | -              | -              | 4                 | 0                 | 7              | 0              | 11    | 0     |
| 1982-1983             | Bolivie               | Copa América 1983     | 2              | 0              | -                 | -                 | 3              | 0              | 5     | 0     |
| 1984-1985             | Bolivie               | -                     | -              | -              | 3                 | 0                 | 6              | 0              | 9     | 0     |
| 1986-1987             | Bolivie               | Copa América 1987     | 2              | 0              | -                 | -                 | 2              | 1              | 4     | 1     |
| 1988-1989             | Bolivie               | Copa América 1989     | 4              | 0              | -                 | -                 | 4              | 0              | 8     | 0     |
| 1989-1990             | Bolivie               | -                     | -              | -              | 3                 | 0                 | -              | -              | 3     | 0     |
| 1990-1991             | Bolivie               | Copa América 1991     | 4              | 0              | -                 | -                 | 2              | 0              | 6     | 0     |
| 1992-1993             | Bolivie               | Copa América 1993     | 3              | 0              | 2                 | 0                 | 5              | 0              | 10    | 0     |
| 1993-1994             | Bolivie               | Coupe du monde 1994   | 3              | 0              | 6                 | 0                 | 7              | 0              | 16    | 0     |
| 1994-1995             | Bolivie               | Copa América 1995     | 4              | 0              | -                 | -                 | 5              | 0              | 9     | 0     |
| Total sur la carrière | Total sur la carrière | Total sur la carrière | 26             | 0              | 18                | 0                 | 44             | 1              | 88    | 1     |

## Les buts en sélection
| Buts | Date        | Lieu       | Match    | Score | Compétition         |
| ---- | ----------- | ---------- | -------- | ----- | ------------------- |
| 1    | 27 mai 1993 | Cochabamba | Paraguay | 2-1   | Coupe Paz del Chaco |